# PowerPC 602
PowerPC 602 to mikroprocesor implementujący (z wyjątkami) założenia architektury PowerPC. Jest to przeznaczona na rynek konsoli wideo wersja mikroprocesora PowerPC 603. Posiada m.in. jednostkę zmiennoprzecinkową pojedynczej precyzji.

## Charakterystyka
- data wprowadzenia na rynek: koniec 1995
- technologia produkcji: 0,50 µm.
- liczba tranzystorów: 1 milion
- powierzchnia układu: 50 mm²
- częstotliwość zegara: 50-80 MHz
- szyna danych: adresowa – 32 bit, danych – 64 bit
- częstotliwość taktowania magistrali: 33 lub 40 MHz
- napięcie zasilania: 3,3 V
- rozmiar pamięci cache: 4 KB
- pobór mocy: 1,2 W przy 66 MHz
- wydajność:
  - 66 MHz: SPECint92: 40
  - 80 MHz: SPECint92: 48